# Sophie Rundle
Sophie Rundle (High Wycombe, 21 de abril de 1988) é uma atriz inglesa. Ela é mais conhecida por interpretar Ada Shelby na série de drama policial da BBC One, Peaky Blinders, Ann Walker na série de época da BBC One e HBO, Gentleman Jack, Vicky Budd na série de televisão Bodyguard da BBC, a decifradora Lucy na série de drama da ITV, The Bletchley Circle e Labia na sitcom britânica/americana Episodes.

## Início de vida
Rundle nasceu em Wycombe, Buckinghamshire, filho de Michael e Fiona Rundle. Ela tem dois irmãos, James e Henry. Em 2011, Rundle se formou na Royal Academy of Dramatic Art com um Bacharelado em Atuação.

## Carreira

### Cinema e televisão
Rundle começou sua carreira no filme de comédia de terror britânico Small Town Folk em 2007, ao lado de Warwick Davis. Mais tarde, em 2012, ela estrelou a minissérie televisiva de drama histórico da ITV, Titanic, criado pelo produtor Nigel Stafford-Clark e escrito por Julian Fellowes, baseado no naufrágio do RMS Titanic. Mais tarde naquele ano, ela estrelou como Labia na sitcom britânica/americana de televisão Episodes lado de Matt LeBlanc e Stephen Mangan, que foi ao ar na Showtime e na BBC Two.
Também em 2012, Rundle participou de Great Expectations, dirigido por Mike Newell. O filme estreou no Festival Internacional de Cinema de Toronto 2012 e foi lançado no Reino Unido em 30 de novembro de 2012.
Rundle também interpretou Sefa no episódio duplo "Arthur's Bane" da última temporada da série de TV da BBC, Merlin.
Ela desempenhou um papel principal na série de drama de mistério da ITV, The Bletchley Circle, sobre quatro mulheres que investigam uma série de assassinatos, e terminou em 27 de janeiro de 2014.
Ela também interpretou Ada Shelby na série de drama policial da BBC Two, Peaky Blinders, baseada nas memórias da família Shelby, cujos muitos irmãos, irmãs e parentes formam a gangue mais violenta de Birmingham no período entreguerras. Ao aprender o sotaque brummie durante a produção, Rundle afirmou que ela e o resto do elenco haviam tido dificuldades em aprender o sotaque "brummie" no começo porque não se ouvia muito na televisão, mas conseguiu dominá-lo após uma visita a Birmingham.
Rundle desempenhou o papel principal de Fiona Griffiths, uma jovem detetive policial da série criminal de duas partes do canal Sky Living, Talking to the Dead, baseada no romance homônimo de Harry Bingham e adaptada pela roteirista indicada ao Globo de Ouro, Gwyneth Hughes . Ao interpretar Fiona Griffiths, Rundle fez algumas pesquisas sobre a Síndrome de Cotard, a fim de retratá-la com precisão. Ela concorda que sua personagem na série é um pouco "maluca": "Bem, sim. Parte do mistério do programa é tentar descobrir o que está acontecendo com ela. Você sabe que existe uma história de trauma por lá e está tentando descobrir isso. Está sendo alimentado em você em pequenos pedaços. Ela também tem um histórico de problemas de saúde mental, o que lhe dá uma afinidade com os mortos ".
Rundle estrelou como Pamela Saint, uma jovem mãe que sofre de problemas de saúde mental depois de dar à luz, no sétimo episódio da terceira temporada da série dramática da BBC, Call the Midwife, que foi ao ar em 2 de março de 2014. Ela também estrelou a série de drama criminal da BBC One, Happy Valley, como Kirsten McAskill, uma policial novata que aborda Lewis por excesso de velocidade e, em seguida, é atropelada por Tommy, seu cúmplice em um sequestro recente, matando-a. Sobre o dramático desenvolvimento de sua personagem ao longo da série, Rundle deu a entender que ela [Kirsten] "é tão jovem, ansiosa e entusiasmada com seu trabalho, que é um verdadeiro choque quando o que acontece acontece - e também é emocionante". A série estreou em 29 de abril de 2014 e foi criada por Sally Wainwright, estrelada por Sarah Lancashire e Steve Pemberton.
Rundle estrelou como Eva Smith/Daisy Renton na adaptação feita por Helen Edmundson de An Inspector Calls, de JB Priestley, na BBC, que também estrelou David Thewlis interpretando o papel-título, Ken Stott e Miranda Richardson. O drama foi dirigido por Aisling Walsh e foi transmitido pela BBC One em 13 de setembro de 2015. Em junho de 2015, Rundle estrelou como Jenny no seriado do Channel 4, Not Safe for Work, ao lado de Zawe Ashton, Tom Weston-Jones, Samuel Barnett, Sacha Dhawan e Anastasia Hille. A série foi criada e escrita pelo dramaturgo DC Moore e foi transmitida em 30 de junho de 2015.
Rundle também retratou Honoria Barbary na minissérie Dickensian da BBC, uma reformulação de um conjunto de personagens criados por Charles Dickens, que foi ao ar na BBC One em 26 de dezembro de 2015.
Em 18 de janeiro de 2016, foi anunciado que Rundle estrelaria a série de seis partes da ITV, intitulada Brief Encounters, que é vagamente baseada em Good Vibrations, as memórias escritas em 1995 por Jacqueline Gold, CEO da Gold Group International. Situada na década de 1980, a série é composta por quatro mulheres que vêem o potencial de encontrar felicidade e satisfação vendendo lingerie e brinquedos sexuais para mulheres na privacidade de suas próprias casas. As filmagens começaram no final de janeiro, em Sheffield.
Rundle também estrelou o drama da Sky 1, Jamestown, como Alice Kett, que navegou 3.700 milhas através do Atlântico para se casar com um estranho no Novo Mundo.
Rundle apareceu no thriller de seis partes, Bodyguard, criado por Jed Mercurio, com Keeley Hawes e Gina McKee, transmitido pela BBC One. A série conta a história fictícia de um veterano de guerra que agora trabalha como Oficial Especializado em Proteção para o Departamento de Realeza e Proteção Especial (RaSP), da Polícia Metropolitana de Londres.
Também foi anunciado em 26 de abril de 2018 que Rundle interpretaria a rica herdeira Ann Walker, na série de drama biográfico, produzida em uma parceria entre a BBC One e HBO, sobre um casal de lésbicas da vida real que vive no norte da Inglaterra no século XIX, intitulado Gentleman Jack, ao lado de Suranne Jones e Timothy West.
Em 2019, Rundle interpretou a princesa Diana em um episódio da série Urban Myths do canal Sky Arts, com David Avery como Freddie Mercury e Mathew Baynton como Kenny Everett.
Em 2020, Rundle estrelou ao lado de Martin Compston no programa da BBC One, The Nest, um drama psicológico em cinco partes sobre um casal que conhece uma garota de 18 anos que concorda em ser sua barriga de aluguel, depois de anos tentando engravidar.

### Teatro
Em fevereiro de 2013, Rundle interpretou Bunty Mainwaring na produção de Stephen Unwin de The Vortex, de Noël Coward, no Rose Theatre, Kingston.
Em dezembro de 2014, ela interpretou Lucia Kos em uma nova peça intitulada 3 Winters, da dramaturga croata Tena Štivičić, sobre a família Kos, vivendo em três períodos cruciais da história da Croácia. A peça é dirigida por Howard Davies no Royal National Theatre.

## Vida pessoal
Sophie Rundle está noiva do ator Matt Stokoe, que ela conheceu no set de Jamestown.

## Filmografia

### Cinema
| Ano  | Título               | Papel       | Notas        |
| ---- | -------------------- | ----------- | ------------ |
| 2007 | Small Town Folk      | Heather     |              |
| 2012 | Great Expectations   | Clara       |              |
| 2014 | Little Stars         | Anna Beavan | Documentário |
| 2014 | The Face of an Angel | Hannah      |              |
| 2020 | The Midnight Sky     |             | Pós-produção |

### Televisão
| Ano       | Título               | Papel                          | Notas                                                            |
| --------- | -------------------- | ------------------------------ | ---------------------------------------------------------------- |
| 2011      | Garrow's Law         | Miss Casson                    | Episódio: "3.4"                                                  |
| 2012      | Titanic              | Roberta Maioni                 | Papel recorrente                                                 |
| 2012      | Merlin               | Sefa                           | Episódios: "Arthur's Bane - Parte 1 & Parte 2"                   |
| 2013      | Shetland             | Sophie                         | Episódios: "Red Bones – Parte 1 & Parte 2"                       |
| 2012–2014 | The Bletchley Circle | Lucy                           | Papel principal                                                  |
| 2012–2014 | Episodes             | Labia                          | Papel recorrente                                                 |
| 2013      | Talking to the Dead  | Fiona Griffiths                | Papel principal                                                  |
| 2014      | Call the Midwife     | Pamela Saint                   | Participação especial                                            |
| 2014      | Happy Valley         | Kirsten McAskill               | Papel recorrente                                                 |
| 2015      | Not Safe for Work    | Jenny                          | Papel principal                                                  |
| 2015      | An Inspector Calls   | Eva Smith/Daisy Renton/Sarah   | Telefilme                                                        |
| 2015–2016 | Dickensian           | Honoria Barbary                | Papel secundário                                                 |
| 2016      | Brief Encounters     | Steph Kirke                    | Papel principal                                                  |
| 2013–2022 | Peaky Blinders       | Ada Shelby                     | Papel principal                                                  |
| 2017–2019 | Jamestown            | Alice Kett, Mrs. Silas Sharrow | Papel principal                                                  |
| 2018      | Bodyguard            | Vicky Budd                     | Papel principal                                                  |
| 2019      | Gentleman Jack       | Ann Walker                     | Papel principal                                                  |
| 2019      | Urban Myths          | Princesa Diana                 | Episódio: "Princess Diana, Freddie And Kenny - One Normal Night" |
| 2019      | Elizabeth is Missing | Susan "Sukey" Jefford          | Telefilme                                                        |
| 2020      | The Nest             | Emily                          | Papel principal                                                  |

## Teatro
| Ano  | Título        | Papel | Diretor       | Local                  |
| ---- | ------------- | ----- | ------------- | ---------------------- |
| 2013 | The Vortex    | Bunty | Stephen Unwin | Rose Theatre           |
| 2014 | Three Winters | Lucia | Howard Davies | Royal National Theatre |
| 2016 | Wild Honey    | Sofya | Jonathan Kent | Hampstead Theatre      |